# 遠藤裕介
遠藤 裕介（えんどう ゆうすけ）は日本の検察官。現職は鹿児島地方検察庁次席検事。
大阪地方検察庁特別捜査部勤務の際、障害者郵便制度悪用事件の捜査において、容疑者であった村木厚子の取り調べメモを破棄したとして、國井弘樹、林谷浩二及び関係する上司等らとともに、三井環から偽証及び証拠隠滅の罪で告発されたが、不起訴となった。2018年鹿児島地方検察庁次席検事。

## 経歴
東京地方検察庁検事を経て、2010年4月1日から大阪地方検察庁検事、2012年4月1日から福岡地方検察庁検事、2014年4月1日からさいたま地方検察庁検事。2016年4月1日から東京地方検察庁検事兼東京高等検察庁検事。2018年鹿児島地方検察庁次席検事。

## 村木厚子への取り調べ
- 週刊朝日によれば、村木厚子を最初に取り調べたのが遠藤であったとされる[7]。
- その報道によると、遠藤は容疑を否認していた村木に対し、「私の仕事はあなたの供述を変えることだ」と言い放ったとされる[7]。
- また遠藤は、村木が被告人のひとりや元上司に対し悪口を言ったかのような供述調書を作成し、署名を求めたという。村木が、「こんなものにはサインできません」と突き返しても、「どこが気に入らないのか言いなさい。立派な否認調書だと思いますよ」と詰めよったとされる[7]。村木が納得しなかったため、遠藤は「これは検事の作文です。筆がすべったところがあったかもしれません」と言って引き下がったとされる[7]。
- 取り調べの際、遠藤は「裏ガネあるでしょ」と村木に尋ねたところ、村木は「裏ガネって何ですか。裏ガネなんてありません」と答えたとされる。遠藤は「裏ガネではなくてプール金です。確かにプール金は違法ではありません」と述べたとされる[8]。
- 村木の業務日誌に、ある政治家から「君は危ない橋も渡ってくれた」と感謝されたという記述を、調書にしたとされる。村木は弁護士と相談し、事件とは関係ない時期の話だからと署名はしなかったところ、保釈請求の際に検察は「サインをしていない調書があるから保釈を認めるな」と意見を出したとされる[8]。
- 取り調べの際、遠藤が「どうせ執行猶予がつくのだから、大した罪ではない」と述べたのに対し、村木は怒りで涙がこぼしたとされる[8]。村木が「われわれふつうの市民にとっては、犯罪者にされるか、されないか、これまで築いてきた信用を失うかどうかの問題だ。遠藤の物差しは特殊だ」と訴えたところ、遠藤は「さっき物差しが違うと言われましたが、確かにそうかもしれません」と言ったとされる[8]。

## 取り調べメモの廃棄
- 障害者郵便制度悪用事件における村木厚子の第16回公判（2010年3月29日）において、取り調べ時に作成したメモを廃棄したと証言した[9]。村木の公判においては、証人が次々と村木の関与を認めた調書の内容を否定し、調書の信用性の有無を判断するカギとなっていたため、弁護側は取り調べメモの開示を求めていた。
- 村木はインタビューにおいて、「遠藤は随分と丁寧にメモを取る人だなと思った。A4サイズの用紙を横にして、縦書きしてメモを取っていた。重要なことはペンの色も使い分けていた。色はたぷん赤だった」と述べた[7]。
- 取り調べメモについては、最高裁判所が2007年12月、警察官の備忘録について「個人的メモの域を超えた公文書」として証拠開示の対象になるとの判断を示したため、最高検察庁は2008年7月及び10月に、同庁刑事部長名で取り調べメモの取り扱いについて各地検に通知し、取り調べ状況が将来争いになる可能性があると捜査担当検事が判断した場合は、取り調べメモを公判担当検事に引き継ぐことや、公判担当検事は取り調べメモを一定期間保管することを求めていたため、取り調べメモの廃棄は最高検察庁の通知に反するものだったと報道された。[10]。
- その一方で、最高検察庁が全国の高等検察庁及び地方検察庁に対し「必要性の乏しいものを安易に保管しておくことで。開示を巡る無用の問題が生じかねない」、「取調べメモは、そこに記載された供述内容等について，供述調書や捜査報告書が作成されれば，不要となるものであり」、「捜査の秘密の保持や関係者の名誉及びプライバシー保護の観点から、安易に保管を継続することなく廃棄すべきものである。」とする連絡文書を、その通知の補足説明として発していたことも明らかとなった[11]，
- 最高検察庁が作成したこの事件の問題点に関する報告書である「いわゆる厚労省元局長無罪事件における捜査・公判活動等の問題点等について（公表版）」の35ページには「各検察官が取調べメモを廃棄したことは，それぞれ保管の必要がないものと判断して行われたものであり，通知の趣旨に反するものとは認められない」と記載されている[4]一方、36ページには「例えば、Cの被疑者ノートのように日々の取調べの状況が具体的に記載された資料が存在し、Cが公判廷においてそれに沿った供述をしたのに対し、検察官の証言に関する客観的な資料が存在しないという状況において、Cの証言が排斥されないという判断がなされたことは、取調べメモの不存在が影響した可能性は否定できない」としている[4]。

### 遠藤の法廷での証言
- 2010年3月29日の村木厚子の第16回公判で、遠藤が証言した内容の要旨は、下記のとおり。
  - 被告人のひとりに対する事実関係については、ほとんど詳しい調べはせず、心境などと聞き、最後に反省文を書かせたが、遠藤に書き直しをさせられたと述べたことについて、「訂正箇所が多かったので、『清書してください』と言った」とされる[12]。
  - メモの破棄等について、裁判長は「取り調べ検事の裁量で録音録画することは認められないのか」と質問したところ「申請したことない。（取り調べを行った）拘置所には器具はないし」と述べたとされる。その際、裁判長は 「ICレコーダーとかがあるでしょう」と述べたとされる[12]。

## 主な担当事件
- 障害者郵便制度悪用事件

大阪地検特捜部に勤務していた際に担当。